# Endocellion glaciale
Endocellion es un género monotípico de plantas herbáceas perteneciente a la familia de las asteráceas. Su única especie: Endocellion glaciale, es originaria de Rusia en la Siberia ártica.

## Taxonomía
Endocellion glaciale fue descrita por (Ledeb.) M.Toman y publicado en Folia Geobot. Phytotax. 7(4): 394. 1972
Sinonimia
- Endocellion glaciale (Ledeb.)
- Nardosmia glacialis Ledeb.
- Petasites glacialis (Ledeb.) Polunin[3]